# Давтян, Геворг Грантович
Гево́рг Гра́нтович Давтя́н (арм. Գևորգ Դավթյան, 24 апреля 1946, Ереван) — депутат парламента Армении.
- 1980—1985 — Ижевский механический институт. Инженер-механик.
- 1960—1965 — рабочий райкома 26 комиссаров (г. Ереван).
- 1965—1971 — начальник производственной части в Ереванском комбинате керамических изделий.
- 1971—1972 — исполняющий обязанности начальника механической части.
- 1972—1973 — прораб в системе министерства дорожного строительства Армянской ССР.
- 1973—1979 — начальник управления Дилижанского дорожного строительства.
- 1979—1986 — начальник строительного треста № 113 «Югстрой».
- 1986—1990 — директор Ереванского элеватора.
- 1990—1999 — директор Ереванского мукомольного завода.
- 1995—1999 — депутат парламента. Член депутатской группы «Еркрапа».
- 1999—2003 — вновь депутат парламента. Член постоянной комиссии по финансово-бюджетным, кредитным и экономическим вопросам. Член партии «РПА».